# Rockland (New York)
Rockland è un comune degli Stati Uniti d'America, situato nello stato di New York, nella contea di Sullivan.